# Al-Buwajda (Hama)
Al-Buwajda (arab. البويضة) – wieś w Syrii, w muhafazie Hama. W 2004 roku liczyła 174 mieszkańców.